# Bulgarischer Fußballpokal 1986/87
Der Bulgarischer Fußballpokal 1986/87 war die 47. Austragung des Pokalwettbewerbs im Fußball in Bulgarien. Im Finale kam es zur Neuauflage der letzten beiden Endspiele. ZFKA Sredez Sofia setzte sich diesmal gegen Witoscha Sofia mit 2:1 durch. Da Sredez durch den Meistertitel bereits für den Europapokal der Landesmeister qualifiziert war, nahm der unterlegene Finalist am Pokalsiegerwettbewerb teil.

## Modus
In der 1. Runde wurden die 32 Mannschaften in acht Gruppen zu je vier Teams aufgeteilt. Nach den ersten zwei Begegnungen in Hin- und Rückspiel spielten anschließend die Sieger sowie die Verlierer nochmals in Hin- und Rückspiel gegeneinander. Das Team, das zweimal verlor, schied aus. In der 2. Runde wurde der Sieger ebenfalls in Hin- und Rückspiel ermittelt. Bei Torgleichheit entschied, wie zuvor in den Gruppenspielen, zunächst die Anzahl der auswärts erzielten Tore, danach eine Verlängerung und falls erforderlich ein Elfmeterschießen.
Ab dem Achtelfinale wurde der Sieger in einem Spiel entschieden. Bei unentschiedenem Ausgang gab es eine Verlängerung von zweimal 15 Minuten und gegebenenfalls ein Elfmeterschießen.

## Teilnehmer
| A Grupa (16) | A Grupa (16) | B Grupa (20) | B Grupa (20) |
| --- | --- | --- | --- |
| - Akademik Swischtow - DFS Beroe Stara Sagora - FC Botew Wraza - FC Dimitrowgrad - Etar Weliko Tarnowo - DFS Lokomotive Plowdiw - Lokomotive Sofia - DFS Pirin Blagoewgrad | - Slawia Sofia - DFS Sliwen - FK Spartak Plewen - Spartak Warna - AFD Trakia Plowdiw - FC Tschernomorez Burgas - Witoscha Sofia - ZFKA Sredez Sofia | - Arda Kardschali - FC Balkan Botewgrad - FC Bdin Widin - FK Chaskowo - Dobrudscha Tolbuchin - FC Dunaw Russe - Ludogorez Rasgrad - DFS Osam Lowetsch - Lok Gorna Orjachowiza - Minjor Pernik | - Neftochimik Burgas - Rila Stanke Dimitrow - Rilski Sportist Samokow - Rosowa Dolina Kasanlak - Septemwrijska Slawa Michailowgrad - Spartak Plowdiw - Swetkawiza Targowischte - Tscherno More Warna - FC Tschirpan - Wichren Sandanski |

## 1. Runde
Teilnehmer: Alle Erst- und Zweitligisten, mit Ausnahme der Europapokal-Teilnehmer.

### Gruppe 1
| Datum             |                   | Gesamt |                         | Hinspiel | Rückspiel |
| ----------------- | ----------------- | ------ | ----------------------- | -------- | --------- |
| 27.08./03.09.1986 | FC Dunaw Russe    | 5:4    | Ludogorez Rasgrad       | 3:2      | 2:2       |
| 27.08./03.09.1986 | Spartak Warna     | 4:1    | Swetkawiza Targowischte | 3:0      | 1:1       |
| 10.09./17.09.1986 | FC Dunaw Russe    | 3:5    | Spartak Warna           | 3:1      | 0:4       |
| 10.09./17.09.1986 | Ludogorez Rasgrad | 1:7    | Swetkawiza Targowischte | 1:0      | 0:7       |

- Ludogorez Rasgrad ausgeschieden

### Gruppe 2
| Datum             |                 | Gesamt    |                 | Hinspiel | Rückspiel |
| ----------------- | --------------- | --------- | --------------- | -------- | --------- |
| 27.08./03.09.1986 | FC Dimitrowgrad | (a)2:2(a) | Arda Kardschali | 1:0      | 1:2       |
| 27.08./03.09.1986 | Spartak Plowdiw | 5:1       | FK Chaskowo     | 5:0      | 0:1       |
| 10.09./17.09.1986 | Spartak Plowdiw | (a)4:4(a) | FC Dimitrowgrad | 3:2      | 1:2       |
| 10.09./17.09.1986 | Arda Kardschali | 3:4       | FK Chaskowo     | 3:2      | 0:2       |

- Arda Kardschali ausgeschieden

### Gruppe 3
| Datum             |                         | Gesamt |                         | Hinspiel | Rückspiel |
| ----------------- | ----------------------- | ------ | ----------------------- | -------- | --------- |
| 27.08./03.09.1986 | Tscherno More Warna     | 6:2    | Neftochimik Burgas      | 2:1      | 4:1       |
| 27.08./03.09.1986 | FC Tschernomorez Burgas | 2:3    | Dobrudscha Tolbuchin    | 1:1      | 1:2       |
| 10.09./17.09.1986 | Dobrudscha Tolbuchin    | 3:2    | Tscherno More Warna     | 2:0      | 1:2       |
| 10.09./17.09.1986 | Neftochimik Burgas      | 6:4    | FC Tschernomorez Burgas | 3:0      | 3:4       |

- FC Tschernomorez Burgas ausgeschieden

### Gruppe 4
| Datum             |                   | Gesamt    |                                   | Hinspiel | Rückspiel |
| ----------------- | ----------------- | --------- | --------------------------------- | -------- | --------- |
| 27.08./03.09.1986 | FC Botew Wraza    | 6:2       | FC Bdin Widin                     | 4:0      | 2:2       |
| 27.08./03.09.1986 | FK Spartak Plewen | 5:3       | Septemwrijska Slawa Michailowgrad | 4:2      | 1:1       |
| 10.09./17.09.1986 | FC Botew Wraza    | 6:1       | FK Spartak Plewen                 | 4:0      | 2:1       |
| 10.09./17.09.1986 | FC Bdin Widin     | (a)3:3(a) | Septemwrijska Slawa Michailowgrad | 3:2      | 0:1       |

- FC Bdin Widin ausgeschieden

### Gruppe 5
| Datum             |                         | Gesamt |                      | Hinspiel | Rückspiel |
| ----------------- | ----------------------- | ------ | -------------------- | -------- | --------- |
| 27.08./03.09.1986 | Slawia Sofia            | 4:2    | Wichren Sandanski    | 3:0      | 1:2       |
| 27.08./03.09.1986 | Rilski Sportist Samokow | 5:2    | Rila Stanke Dimitrow | 5:1      | 0:1       |
| 10.09./17.09.1986 | Rilski Sportist Samokow | 2:7    | Slawia Sofia         | 2:3      | 0:4       |
| 10.09./17.09.1986 | Rila Stanke Dimitrow    | 6:5    | Wichren Sandanski    | 3:2      | 3:3       |

- Wichren Sandanski ausgeschieden

### Gruppe 6
| Datum             |                     | Gesamt |                       | Hinspiel | Rückspiel |
| ----------------- | ------------------- | ------ | --------------------- | -------- | --------- |
| 27.08./03.09.1986 | Etar Weliko Tarnowo | 8:3    | DFS Osam Lowetsch     | 4:2      | 4:1       |
| 27.08./03.09.1986 | Akademik Swischtow  | 2:3    | Lok Gorna Orjachowiza | 1:1      | 1:2       |
| 10.09./17.09.1986 | Etar Weliko Tarnowo | 1:0    | Lok Gorna Orjachowiza | 1:0      | 0:0       |
| 10.09./17.09.1986 | Akademik Swischtow  | 4:3    | DFS Osam Lowetsch     | 3:2      | 1:1       |

- DFS Osam Lowetsch ausgeschieden

### Gruppe 7
| Datum             |                        | Gesamt |                        | Hinspiel | Rückspiel |
| ----------------- | ---------------------- | ------ | ---------------------- | -------- | --------- |
| 27.08./03.09.1986 | DFS Sliwen             | 7:3    | Rosowa Dolina Kasanlak | 5:1      | 2:2       |
| 27.08./03.09.1986 | DFS Lokomotive Plowdiw | 4:0    | FC Tschirpan           | 3:0      | 1:0       |
| 10.09./17.09.1986 | DFS Sliwen             | 3:2    | DFS Lokomotive Plowdiw | 3:0      | 0:2       |
| 10.09./17.09.1986 | Rosowa Dolina Kasanlak | 4:3    | FC Tschirpan           | 2:1      | 2:2       |

- FC Tschirpan ausgeschieden

### Gruppe 8
| Datum             |                       | Gesamt |                       | Hinspiel | Rückspiel |
| ----------------- | --------------------- | ------ | --------------------- | -------- | --------- |
| 27.08./03.09.1986 | DFS Pirin Blagoewgrad | 2:0    | Minjor Pernik         | 2:0      | 0:0       |
| 27.08./03.09.1986 | Lokomotive Sofia      | 4:1    | FC Balkan Botewgrad   | 2:1      | 2:0       |
| 10.09./17.09.1986 | Lokomotive Sofia      | 6:5    | DFS Pirin Blagoewgrad | 4:0      | 2:5       |
| 10.09./17.09.1986 | Minjor Pernik         | 4:1    | FC Balkan Botewgrad   | 2:1      | 2:0       |

- Balkan Botewgrad ausgeschieden

## 2. Runde
| Datum             |                        | Gesamt    |                                   | Hinspiel | Rückspiel |
| ----------------- | ---------------------- | --------- | --------------------------------- | -------- | --------- |
| 01.10./08.10.1986 | FC Botew Wraza         | 4:5       | Tscherno More Warna               | 4:3      | 0:2       |
| 01.10./08.10.1986 | FK Chaskowo            | 2:4       | Neftochimik Burgas                | 1:1      | 1:3       |
| 01.10./08.10.1986 | FK Spartak Plewen      | 5:3       | FC Dimitrowgrad                   | 4:0      | 1:3       |
| 01.10./08.10.1986 | DFS Pirin Blagoewgrad  | (a)3:3(a) | Lokomotive Sofia                  | 2:0      | 1:3       |
| 01.10./08.10.1986 | DFS Lokomotive Plowdiw | 10:30     | Spartak Plowdiw                   | 7:1      | 3:2       |
| 01.10./08.10.1986 | Minjor Pernik          | (a)3:3(a) | Septemwrijska Slawa Michailowgrad | 2:2      | 1:1       |
| 01.10./08.10.1986 | Rosowa Dolina Kasanlak | 3:1       | Rilski Sportist Samokow           | 3:0      | 0:1       |
| 01.10./08.10.1986 | DFS Sliwen             | 5:2       | Akademik Swischtow                | 5:1      | 0:1       |
| 01.10./08.10.1986 | FC Dunaw Russe         | (a)3:3(a) | Swetkawiza Targowischte           | 2:2      | 1:1       |
| 01.10./08.10.1986 | Slawia Sofia           | 6:1       | Dobrudscha Tolbuchin              | 5:0      | 1:1       |
| 01.10./08.10.1986 | Lok Gorna Orjachowiza  | 3:2       | Etar Weliko Tarnowo               | 3:0      | 0:2       |
| 01.10./08.10.1986 | Spartak Warna          | 0:1       | Rila Stanke Dimitrow              | 0:0      | 0:1       |

## Achtelfinale
Teilnehmer: Die zwölf Sieger der 2. Runde und die vier Klubs, die an den europäischen Wettbewerben teilnahmen (ZFKA Sredez Sofia, Witoscha Sofia, AFD Trakia Plowdiw und DFS Beroe Stara Sagora).
| Datum      |                                   | Ergebnis              |                         |
| ---------- | --------------------------------- | --------------------- | ----------------------- |
| 10.12.1986 | Witoscha Sofia                    | 5:0                   | Rosowa Dolina Kasanlak  |
| 10.12.1986 | DFS Beroe Stara Sagora            | 0:0 n. V. (3:1 i. E.) | DFS Pirin Blagoewgrad   |
| 10.12.1986 | Neftochimik Burgas                | 2:1                   | Tscherno More Warna     |
| 10.12.1986 | Septemwrijska Slawa Michailowgrad | 1:2                   | Slawia Sofia            |
| 10.12.1986 | ZFKA Sredez Sofia                 | 5:1                   | DFS Sliwen              |
| 10.12.1986 | Lok Gorna Orjachowiza             | 4:1                   | Swetkawiza Targowischte |
| 10.12.1986 | Rila Stanke Dimitrow              | 3:0                   | FK Spartak Plewen       |
| 10.12.1986 | DFS Lokomotive Plowdiw            | 3:1                   | AFD Trakia Plowdiw      |

## Viertelfinale
| Datum      |                       | Ergebnis |                        |
| ---------- | --------------------- | -------- | ---------------------- |
| 11.02.1987 | ZFKA Sredez Sofia     | 2:1      | Slawia Sofia           |
| 11.02.1987 | Lok Gorna Orjachowiza | 5:1      | DFS Beroe Stara Sagora |
| 25.02.1987 | Witoscha Sofia        | 6:0      | Rila Stanke Dimitrow   |
| 25.02.1987 | Neftochimik Burgas    | 1:0      | DFS Lokomotive Plowdiw |

## Halbfinale
| Datum      |                   | Ergebnis |                       |
| ---------- | ----------------- | -------- | --------------------- |
| 11.03.1987 | ZFKA Sredez Sofia | 1:0      | Neftochimik Burgas    |
| 15.03.1987 | Witoscha Sofia    | 2:0      | Lok Gorna Orjachowiza |

## Spiel um Platz 3
| Datum      |                    | Ergebnis |                       |
| ---------- | ------------------ | -------- | --------------------- |
| 13.05.1987 | Neftochimik Burgas | 3:1      | Lok Gorna Orjachowiza |

## Finale
| Paarung           | ZFKA Sredez Sofia – Witoscha Sofia |
| Ergebnis          | 2:1 (2:0) |
| Datum             | 13. Mai 1987 |
| Stadion           | Wassil-Lewski-Stadion, Sofia |
| Zuschauer         | 40.000 |
| Schiedsrichter    | Borislaw Aleksandrow |
| Tore              | 1:0 Iwaljo Kirow (33.) 2:0 Ljuboslaw Penew (39.) 2:1 Russi Gotschew (62., Foulelfmeter) |
| ZFKA Sredez Sofia | Georgi Welinow – Nedjalko Mladenow, Ajdan Iljasow, Aleksandar Aleksandrow, Krassimir Besinski, Sascho Borissow – Kostadin Jantschew, Latschesar Tanew Iwaljo Kirow – Emil Kostadinow, Christo Stoitschkow (88. Ajdan Iljasow), Ljuboslaw Penew Cheftrainer: Dimitar Penew |
| Witoscha Sofia    | Borislaw Michajlow – Stoil Georgiew, Krassimir Koew, Petar Petrow, Nikolaj Iliew – Dimitar Markow, Wladko Schalamanow (61. Stefan Wassilew), Emil Welew, Georgi Jordanow – Russi Gotschew (74. Sascho Natschew), Boschidar Iskrenow Cheftrainer: Pawel Pamow              |